# Sikiona
Sikiona (gr. Δήμος Σικυωνίων, Dimos Sikionion) – gmina w Grecji, w administracji zdecentralizowanej Peloponez, Grecja Zachodnia i Wyspy Jońskie, w regionie Peloponez, w jednostce regionalnej Koryntia. Siedzibą gminy jest Kiato. W 2011 roku liczyła 22 794 mieszkańców. Powstała 1 stycznia 2011 roku w wyniku połączenia dotychczasowych gmin: Sikiona, Stimfalia i Feneos.